# Mirela Slukan Altić
Mirela Slukan Altić (Zagreb, 27. ožujka 1969.), suvremena hrvatska povjesničarka.
Diplomirala je geografiju 1992. na Prirodoslovno-matematičkom fakultetu u Zagrebu. Doktorirala je na istom Odsjeku 1999. godine. Od tada se bavi historijskom geografijom i historijskom kartografijom. Uže područje njenog znanstvenog djelovanja jest povijesna geografija jugoistočne Europe s težištem na povijest granica i upravno-teritorijalnog ustroja,  razvoj naselja kao i proučavanje starih zemljopisnih karata te njihova interpretacija kao izvora za povijest. 
Od 1994. do 2004. u statusu znanstvenog novaka radila je u Hrvatskom državnom arhivu, prvo kao voditelj Kartografske zbirke i Odsjeka za gradivo Državne geodetske uprave, a zatim kao pročelnik Zavoda za arhivistiku, pomoćne povijesne znanosti i filmologiju. Od 2005. godine zaposlena je u Institutu društvenih znanosti Ivo Pilar kao znanstveni savjetnik za područje povijesnih znanosti i voditelj Centra za urbanu i lokalnu povijest. 
Na Odsjeku za povijest Filozofskog fakulteta Sveučilišta u Zagrebu, drži nastavu kolegija “Uvod u čitanje starih karata» te «Kartografski izvori za europsku i hrvatsku povijest novoga vijeka” te sudjeluje u nastavi poslijediplomskog studija Odsjeka za povijest. Na Odsjeku za povijest Filozofskog fakulteta u Puli predaje kolegij pod naslovom «Povijesna geografija i kartografija» a na poslijediplomskom studiju etnologije kolegij «Povijesna kartografija u etnologiji». Povremeno predaje na stranim sveučilištima. Kao glavni istraživač vodila je projekt Ministarstva znanosti i tehnologije RH «Prva sustavna katastarska izmjera Hrvatske i Slavonije i njezina vrijednost kao izvor za hrvatsku povijest». Od 2002. godine kao glavni istraživač vodi projekt «Povijesni atlas hrvatskih gradova» koji je odbio i međunarodnu potporu. U sklopu navednog projekta, autor je knjiga o gradovima (povijesni atlasi gradova): Bjelovar, Sisak, Koprivnica, Hrvatska Kostajnica i Varaždin. Osim toga, do danas je objavila više desetaka znanstvenih i stručnih radova, četrnaest knjiga te sudjelovala u više domaćih i međunarodnih znanstvenih skupova. Godine 2004. nagrađena je godišnjom nagradom za znanost «Oton Kučera» koja joj je dodijeljena za knjigu «Povijesna kartografija - kartografski izvori u povijesnim znanostima». Član je međunarodne komisije za povijest kartografije (Commission on the History of Cartography). 

## Knjige
1. Kartografski izvori za povijest Triplex Confiniuma. Hrvatski državni arhiv i Zavod za hrvatsku povijest Odsjeka za povijest Filozofskog fakulteta Sveučilišta u Zagrebu, Zagreb, 1999. 
2. Državna geodetska uprava (1847-1963), edicija Povijest hrvatskog katastra: I Hrvatska i Slavonija.  Hrvatski državni arhiv, Zagreb, 2000.
3. Stari zemljovidi otoka Cresa. Eko-park Pernat, Lubenice-Rijeka, 2000.
4. Katastar Istre (1817. – 1960.). Hrvatski državni arhiv, Zagreb, 2001.
5. Povijesna kartografija - kartografski izvori u povijesnim znanostima. Izdavačka kuća «Meridijani», Samobor, 2003. 
6. Povijesni atlas gradova: Bjelovar. Državni arhiv Bjelovar i Hrvatski državni arhiv, Zagreb, 2003.
7. Povijesni atlas gradova: Sisak. Državni arhiv Sisak i Hrvatski državni arhiv, Zagreb, 2004.
8. Povijesni atlas gradova: Koprivnica. Institut društvenih znanosti «Ivo Pilar» i Muzej grada Koprivnice. Zagreb, 2005.
9. Povijesna geografija Kosova. Golden marketing - Tehnička knjiga, Zagreb, 2006. 
10. Povijesna geografija rijeke Krke. Javna ustanova Nacionalni park «Krka», Šibenik, 2007. 
11. Povijesni atlas gradova: Hrvatska Kostajnica. Institut društvenih znanosti «Ivo Pilar» i Državni arhiv Sisak. Zagreb, 2007.
12. Gjeografia Historike e Kosovës. Unioni i Bashkësive Shqiptare në Republikën e Kroacisë, Zagreb, 2007.
13. Povijesni atlas gradova: Varaždin. Institut društvenih znanosti «Ivo Pilar» i Državni arhiv Varaždin. Zagreb, 2009.
14. Povijesni atlas gradova: Sisak. Institut društvenih znanosti «Ivo Pilar» i Državni arhiv Sisak, Zagreb, 2012.